# Ируканджи
Ируканджи са малки, изключително отровни медузи, срещани във водите край Австралия. Познати са два вида ируканджи: Carukia barnesi и открития през 2007 г. Malo kingi.

## Описание
Тялото на медузата е с размери от 12 до 25 mm, но пипалата ѝ достигат от 5 cm до 1 метър.

## Отрова
След ужилване се появява т. нар. „Синдром ируканджи“, при който се наблюдават мускулни спазми, силни болки в гърба и бъбреците, парещо усещане по кожата и лицето, главоболие, гадене, потене, повръщане, сърцебиене и високо кръвно. Самото ужилване не е много дразнещо, гореописаните сипмтоми се появяват след около 30 минути и траят от няколко часа до няколко дена. Жертвите трябва да се хоспитализират.
Когато се приложи подходящо лечение, изходът не е фатален, но през 2002 г. двама души са починали след ужилване от ируканджи, което подсилва страховете от медузата.
През 1966 г. д-р Джак Барнс от Кеърнс, Куинсланд, Австралия доказва, че синдромът ируканджи действително се причинява от медузата ируканджи, като за да се убеди в това, той се подлага на ужилване, заедно с 14-годишния си син и пазача им. След като са откарани в болницата, тримата оживяват. За това, след 31 години, през 1997 г. Барнс е награден с Награда Дарвин .